# 장항 (위만조선)
장항(長降, ?~?), 장(長) 또는 장강 또는 장각(長䧄)은 위만조선의 마지막 왕인 우거왕의 아들이자 위만의 증손이다. 우거왕의 아들 장항(長降)이 한군(漢軍)에 투항하고 백성들을 회유함으로써 위만조선은 멸망하였고, 이 공로를 인정받아 한나라의 기후(幾侯)에 책봉되었다. 이후 장항은 한나라의 군현 통치에 반발하여 모반을 꾀하였다가 참수당했다. 장항의 이름은 문헌에 따라 장(長) 혹은 장강(長降)으로도 표기되어 있다.

## 생애
장항(長降)은 우거왕의 아들로, 한나라가 조선을 공격하자 한나라에 투항하였고 이후 이계상 삼과 모의하여 성기를 죽이고 위만조선을 멸망시켰다. 이 공으로 하동(河東)을 식읍으로 받고 기후(幾侯)라는 작위를 받았다.
그리고 한도(韓陶)는 적저후(荻苴侯)에 봉분, 왕협(王唊)은 평주후(平州侯)에 봉분, 이계상(尼谿相) 삼(參)은 홰청후(澅淸侯)에 봉분, 노인(路人)의 아들 노최(路最)는 온양후(溫陽侯), 또는 열양후(涅陽侯)에 봉분되었다.
장항(長降)이 봉분된 하동군 기현(幾縣)은 양한의 수도인 장안과 낙양이 있는 사례교위부, 즉 지금의 산시성 하동(河東)의 현(縣), 또는 허베이성의 어느 지역을 가리킨다. 장항(長降)은 모반을 일으키다가 처형되었으며, 기후국(幾侯國)은 폐지되었으며 기현의 위치는 미상이다.

## 가계
- 증조부 : 위만(衛滿)
- 증조모 : 불명
  - 조부 : 미상
  - 조모 : 불명
    - 아버지 : 우거왕(右渠王)
    - 어머니 : 불명

## 같이 보기
- 위만조선
- 위만
- 우거왕
- 한도
- 왕협
- 노최
- 삼

## 참고 문헌
- 사마천 (기원전1~2세기). 〈권제115 조선열전(朝鮮列傳) / (漢文本)〉. 《사기》.